# 추풍령 나들목
추풍령 나들목(Chupungnyeong IC)은 경상북도 김천시 봉산면 광천리에 설치된 경부고속도로의 24번 교차로이다. 추풍령휴게소와 나들목을 합친 일종의 복합형 나들목이다. 김천시 봉산면 및 영동군 추풍령면으로 진출할 수 있으며, 충청북도와 경상북도를 연결하는 관문 역할을 하고 있다.

## 연혁
- 1970년 7월 7일 : 경부고속도로 대전 ~ 대구 구간 개통에 따라 영업 개시[1]
- 1972년 6월 : 나들목 확장 공사 착공[2]
- 1973년 11월 1일 : 나들목 확장 개통[2]

## 구조물 정보
- 위치: 경상북도 김천시 봉산면 광천리
- 영업소: 경상북도 김천시 봉산면 경부고속도로 214

## 접속하는 도로
- 봉산로 (구 국도 제4호선)
- 간접 연결 : 국도 제4호선 (영남대로, 광천네거리 이용)

## 교통량 정보
| 요금소          | 통행량 (대/일) | 통행량 (대/일) | 통행량 (대/일) | 통행량 (대/일) | 통행량 (대/일) | 통행량 (대/일) | 통행량 (대/일) | 통행량 (대/일) | 통행량 (대/일) | 통행량 (대/일) | 각주  |
| 요금소          | 2001년         | 2002년         | 2003년         | 2004년         | 2005년         | 2006년         | 2007년         | 2008년         | 2009년         | 2010년         | 각주  |
| --------------- | -------------- | -------------- | -------------- | -------------- | -------------- | -------------- | -------------- | -------------- | -------------- | -------------- | ----- |
| 추풍령 (폐쇄식) | 906            | 946            | 1,031          | 1,035          | 1,011          | 957            | 846            | 777            | 800            | 838            | [ 3 ] |
| 요금소          | 2011년         | 2012년         | 2013년         | 2014년         | 2015년         | 2016년         | 2017년         | 2018년         | 2019년         |                | [ 3 ] |
| 추풍령 (폐쇄식) | 824            | 787            | 799            | 800            | 819            | 854            | 970            | 821            | 820            |                | [ 3 ] |